# مخطط كوشي
كوشي (أي «السعادة» بـلغة الأوديا) هو برنامج تديره حكومة ولاية أوديشا الهندية بهدف العناية بصحة الإناث ونظافتهن الشخصية. يهدف البرنامج إلى توفير فوط صحية مجانية لتلميذات المدارس في أوديشا. وقد أطلق نافين باتنيك (بالإنجليزية: Naveen Patnaik)، رئيس وزراء الولاية، هذا البرنامج في 26 فبراير عام 2018. تعتزم الحكومة إنفاق 70 كرور روبية هندية سنويًا لإدارة البرنامج في الولاية.

## عن المخطط
بموجب هذا المخطط، تعتزم وزارة الصحة في حكومة أوديشا تزويد 1.7 مليون تلميذة بفوط صحية مجانية، من الصف الدراسي السادس إلى الثاني عشر في المدارس الحكومية والمدارس المدعمة حكوميًا. يهدف المخطط كذلك إلى توعية التلميذات بالصحة والنظافة الشخصية، وتقليل معدل تسرب الفتيات من التعليم.